# Olena Matvjejeva
Olena Oleksandrivna Matvjejeva (Oekraïens: Олена Олександрівна Матвєєва; meisjesnaam: Вєхова; Vechova) (Jevpatorija, 26 november 1966) was een Oekraïense basketbalspeelster die uitkwam voor het nationale team van Oekraïne.

## Carrière
Matvjejeva speelde haar gehele carrière bij Dinamo Kiev. Met Dinamo won ze het laatste Landskampioenschap van de Sovjet-Unie in 1991. In 1992 won ze met Dinamo het Landskampioenschap van het GOS. Met Dinamo won ze in 1988 de Ronchetti Cup door in de finale Deborah Milano uit Italië met 100-83 te verslaan. In 1992 verloor ze met Dinamo de finale om de EuroLeague Women van Dorna Godella Valencia uit Spanje met 56-66. Ze won met Dinamo vier keer het Landskampioenschap van Oekraïne in 1992, 1993, 1994 en 1995.
Met Oekraïne speelde Matvjejeva op het Europees Kampioenschap van 1995. Ze won de gouden medaille.

## Erelijst
- Landskampioen Sovjet-Unie: 1
  - Winnaar: 1991
- Landskampioen GOS: 1
  - Winnaar: 1992
- Landskampioen Oekraïne: 4
  - Winnaar: 1992, 1993, 1994, 1995
- EuroLeague Women:
  - Runner-up: 1992
- Ronchetti Cup: 1
  - Winnaar: 1988
- Europees Kampioenschap: 1
  - Goud: 1995